# Philautus garo
Espèce
Synonymes
- Ixalus garo Boulenger, 1919

Statut de conservation UICN

 VU B1ab(iii) : Vulnérable
Philautus garo est une espèce d'amphibiens de la famille des Rhacophoridae.

## Répartition
Cette espèce est endémique d'Inde,. Elle se rencontre dans les États d'Assam, du Meghalaya et du Nagaland, entre 90 et 500 m d'altitude.

## Description
L'holotype de Philautus garo mesure 13 mm. Cette espèce a la face dorsale lisse et de couleur grisâtre et présente une grande tache brun foncé en forme de sablier. Sa face ventrale est granuleuse et de couleur grisâtre tacheté de blanc.

## Étymologie
Son nom d'espèce lui a été donné en référence au lieu de sa découverte, les Garo Hills.

## Publication originale
- Boulenger, 1919 : Description of three new batrachians from the Garo hills, Assam. Records of the Indian Museum, vol. 16, p. 207-208 (texte intégral).